# モモタロスのまっかっか城の王
- 仮面ライダーシリーズ
  - 仮面ライダー電王 > モモタロスのまっかっか城の王
  - 仮面ライダーキバ > 劇場版 仮面ライダーキバ 魔界城の王 > モモタロスのまっかっか城の王
- スーパー戦隊シリーズ > 炎神戦隊ゴーオンジャー > モモタロスのまっかっか城の王

『モモタロスのまっかっか城の王』は、『炎神戦隊ゴーオンジャー BUNBUN!BANBAN!劇場BANG!!』と『劇場版 仮面ライダーキバ 魔界城の王』と併映された短編映画。また、その劇場版を宣伝するために制作された『仮面ライダーキバ』のコーナードラマ。
名前は、『仮面ライダーキバ 魔界城の王』のパロディとなっている。

## TV版（コーナードラマ）
『仮面ライダーキバ』終了後に放送された1分のコーナードラマ。『魔界城の謎を解け!』（7月20日）『サムライワールドの戦士』（7月27日）『戦え！怪人軍団』（8月3日）の3作が制作された。特筆すべき点として『魔界城の謎を解け!』と『サムライワールドの戦士』では『炎神戦隊ゴーオンジャー』の（デンライナーと称して）ギンジロー号が、『サムライワールドの戦士』と『戦え！怪人軍団』では『仮面ライダーキバ 魔界城の王』の（モモタロスたちの敵として）仮面ライダーレイ（白峰天斗）が、登場している。
仮面ライダーレイが存在しながら、『魔界城の謎を解け!』ではリュウタロスが『キバ』が終わったかをたずねるなど、メタフィクション的な手法が取り入れられている。『キバ』の宣伝だけでなく、『サムライワールドの戦士』では『ゴーオンジャー』の劇場版の宣伝も行っている。また、『戦え！怪人軍団』では、平成の作品としては珍しく「仮面ライダー」という用語を使用している他、ゴーオンジャーの名乗りシーンをモモタロス達が行っている。三話とも2009年1月21日発売の「劇場版 仮面ライダーキバ 魔界城の王」のDVDの映像特典として収録されている。

### サブタイトル
- 第1話 魔界城の謎を解け!
- 第2話 サムライワールドの戦士
- 第3話 戦え!怪人軍団

## 映画版（短編映画）
『仮面ライダーキバ 魔界城の王』終了後に上映。『炎神戦隊ゴーオンジャー BUNBUN!BANBAN!劇場BANG!!』と『仮面ライダーキバ 魔界城の王』のパロディのような作品となっている。前々回の『モモタロスのなつやすみ』や前回の『モモタロスのキバっていくぜ!』がアニメと実写を合わせたような作品だったのに対し、本作は実写的な作品となっている。次回作となる『劇場版 さらば仮面ライダー電王 ファイナル・カウントダウン』の宣伝のための作品となっている。客演は『炎神戦隊ゴーオンジャー』のゴーオンレッド（江角走輔）など。上記三作品と同じく「劇場版 仮面ライダーキバ 魔界城の王」のDVDの映像特典や同年6月21日発売の「魔界城の王 ディレクターズカット版」には別バージョンの宣伝と共に収録されている。

## キャスト
- 関俊彦 - モモタロス（声）
- 鈴村健一 - リュウタロス（声）
- 遊佐浩二 - ウラタロス（声）
- てらそままさき - キンタロス（声）
- 山本匠馬 - 仮面ライダーレイ（声）

## スタッフ
- 監督 - 柴﨑貴行

## 余談
- 本作の主演である関俊彦・鈴村健一・遊佐浩二・てらそままさきは、『劇場版 仮面ライダーキバ 魔界城の王』本編にも出演している。
- 『キバラジ』第4回では、遊佐浩二と鈴村健一が客演している。